# Pride de nuit

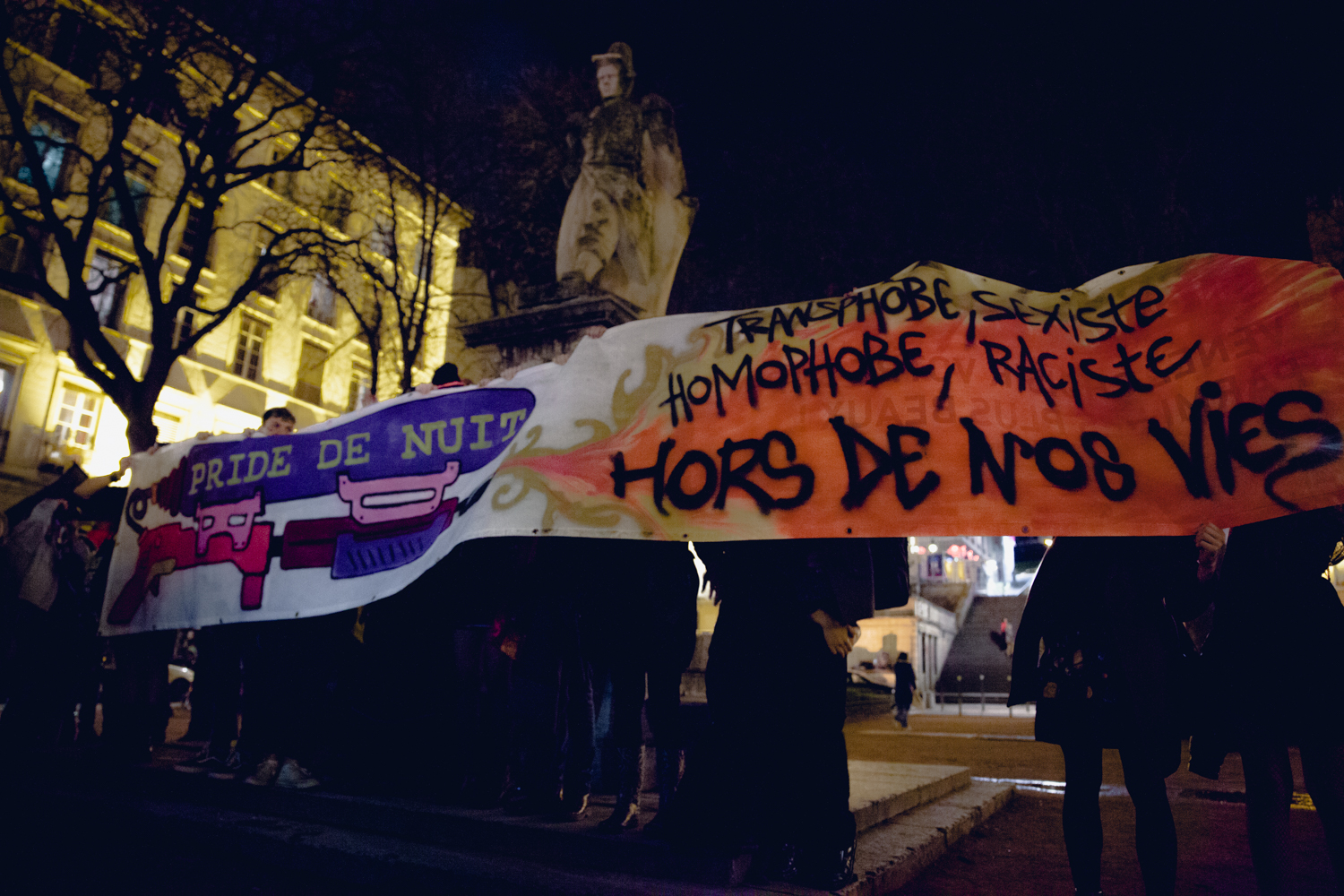
Pride de Nuit de Lyon, en mars 2018.

Les Prides de nuit sont des mobilisations militantes rassemblant des personnes LGBTQI+ considérant que les marches des fiertés sont dépolitisées et se proposant comme des alternatives à celles-ci.

## Historique
La Pride de nuit a été lancée par Act Up-Paris, OUTrans !, Femmes en lutte 93 et d'autres associations en juin 2015 à Paris, en opposition à ce qu'elles présentent comme une dépolitisation des marche des fiertés et leur potentielle perte d'autonomie vis-à-vis des pouvoirs publics,,,, ainsi qu'au « capitalisme rose ». Elle est suivie de deux autres éditions, en 2016 et 2017,,,.
En 2018, le collectif Pride de nuit n'organise pas de quatrième édition, craignant que la marche ne devienne qu'un rendez-vous symbolique n'aboutissant pas sur d'autres actions. « En devenant un rendez-vous, la Pride de nuit s’est de fait institutionnalisée et dépolitisée »[Selon qui ?]. Cependant, le mouvement s'est entre-temps étendu à d'autres villes de France, comme Toulouse, depuis 2016. La troisième édition, en 2018, était portée par des associations comme Act-Up Sud-Ouest, AIDES et le Planning familial 31. Des Pride de nuit ont aussi été organisées à Lyon, tout d'abord une marche ponctuelle, le 10 mars 2018, à la suite d'agressions homophobes et transphobes, puis une première édition d'une Pride de nuit plus traditionnelle le 15 juin 2018 en « non-mixité choisie », précédent la Marche des fiertés. La ville de Nice aussi a connu une Pride de nuit en 2018, organisée par le collectif SQUAAD (Sédition Queer Ultra Autonome d'Action Disruptive).
D'autres pays ont mis en place des actions similaires, notamment dans le cadre du mouvement Gay Shame, mais aussi la marche des fiertés de Kreuzberg (de) à Berlin.
On peut mentionner en Suisse la première Pride de nuit qui a lieu Lausanne, en Suisse romande, le 2 juillet 2022.

## Couverture médiatique
Le collectif français Pride de nuit s'est principalement fait connaître des médias à la suite du blocage, en 2017, du char d'En marche ! lors de la 40e Marche des fiertés de Paris,.